# LGV Hefei - Bengbu
La LGV He-beng (chinois simplifié : 合蚌客运专线 ; chinois traditionnel : 合蚌客運專線 ; pinyin : Hé Bèng Kèyùn Zhuānxiàn) est une ligne à grande vitesse de 130 kilomètres de long reliant Hefei et Bengbu, en Chine.
Elle passe par la gare de Hefei-Sud, ainsi que la gare de Shuijiahu (zh), dans le bourg de Shuihu (zh) (水湖镇), au xian de Changfeng, toujours à Hefei. Sa plus grande pente est de 12 ‰.
Sa construction commence le 8 janvier 2009 et entre en exploitation le 16 octobre 2012.